# Erdraupe

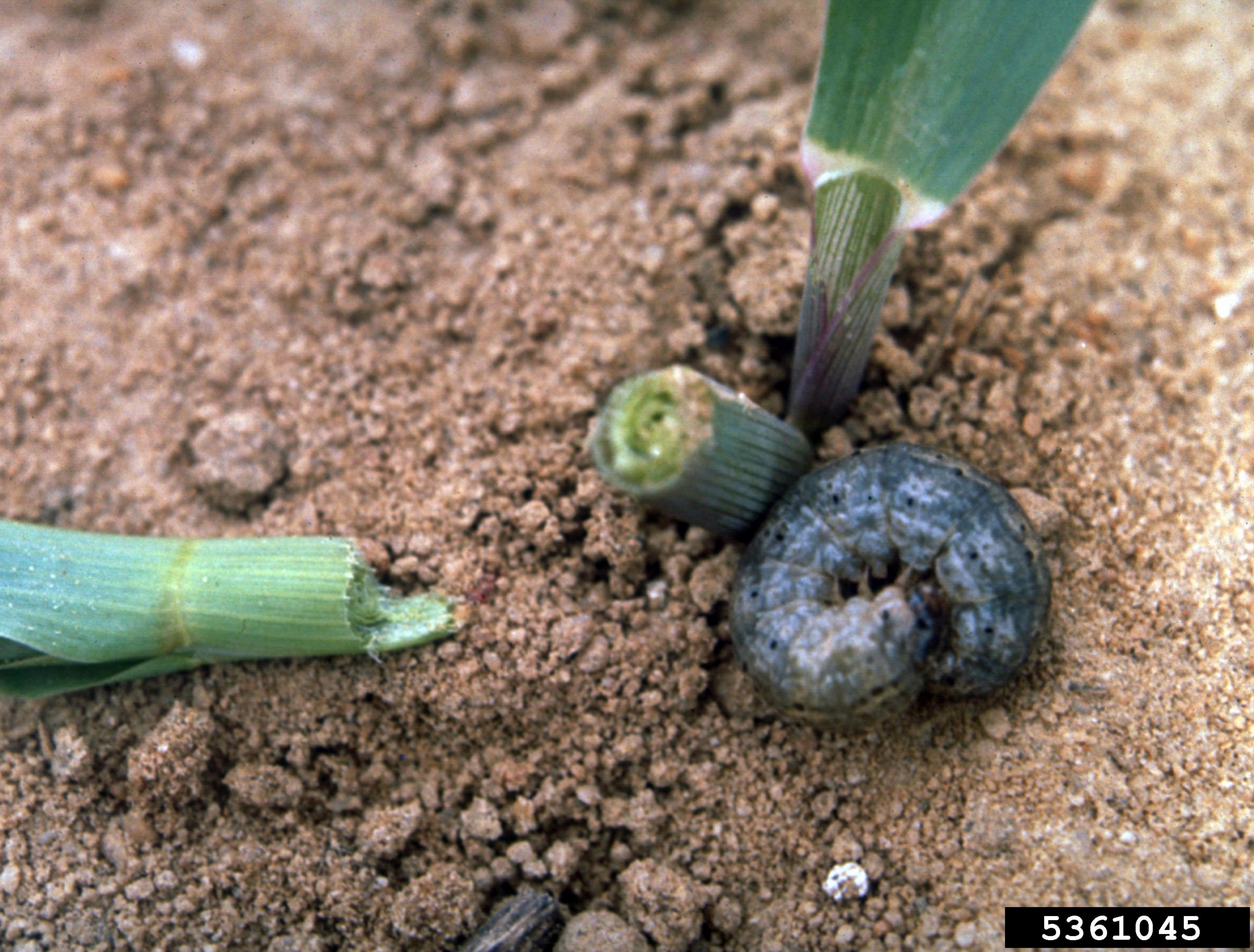
Raupe der Ypsiloneule

Der Begriff Erdraupen ist die allgemeinsprachliche Bezeichnung für die bodenbewohnenden Raupen verschiedener Eulenfalterarten, von denen einige gelegentlich als Schädlinge in der Landwirtschaft und im Gartenbau auftreten.
Im engeren taxonomischen Sinne sind Erdraupen die Raupen von Arten der Gattungen Agrotis und Euxoa (Erdeulen, Bodeneulen) oder aller Gattungen der Tribus Agrotini. Im allgemeinen gärtnerischen Sinne und in der Pflanzenschutzliteratur werden oft alle Arten der Unterfamilie Noctuinae oder sogar sämtliche im weitesten Sinne im Boden lebenden Eulenfalterraupen so bezeichnet.

## Verbreitung
In Mitteleuropa treten vor allem die Raupen der Saateule (Agrotis segetum) und der Ypsiloneule (Agrotis ipsilon) im Feldbau und in Gärten schädlich in Erscheinung. Das Ausrufungszeichen (Agrotis exclamationis) ist häufig in Gärten anzutreffen, die Kiefernsaateule (Agrotis vestigialis) ist seltener und in Sandgebieten zu finden. Arten aus der schwer bestimmbaren Euxoa tritici-Artengruppe werden ebenfalls als Schädlinge betrachtet.

## Lebensweise
Die Weibchen der Schmetterlinge legen meist auf den Blättern verschiedener Gewächse kleine Gruppen oder Reihen von Eiern ab, aus denen die Raupen schlüpfen. Meist überwintern diese und verpuppen sich erst im nächsten Frühjahr.
Die Raupen fressen an den Wurzeln zahlreicher Kulturpflanzen. Sie leben als Jungraupen noch oberirdisch, kommen in den älteren Stadien meist nur noch nachts an die Oberfläche und können bei starkem Auftreten durch Wurzel- und Blattfraß Schäden anrichten.
Die grau, graubraun, braun und gelblichbraun gefärbten, kaum merklich behaarten, bis 5 cm langen Raupen sind sehr schwierig zu bestimmen, am einfachsten noch durch das Durchfüttern bis zum Falter.
Die aus den Raupen entstehenden Schmetterlinge fliegen je nach Art zwischen Frühsommer und Herbst.
Einige Arten, wie die Saateule, bilden in Mitteleuropa zwei bis drei, in Südeuropa auch mehr Generationen aus.

## Vorbeugung und Bekämpfung
Durch Mulchen und regelmäßiges Gießen für eine ausgeglichene Bodenfeuchtigkeit sorgen. Mischkulturen (z. B. Tomaten und Sellerie) anlegen. Oft wird empfohlen, Unkraut zu entfernen, um die Eiablage zu erschweren, doch dies hat meist nur zur Folge, dass die Kulturpflanzen umso stärker vom Fraß betroffen werden.
Bei starkem Befall können die Raupen mit einer Mischung aus 200 g Kleie, 20 g Zucker, 20 cm3 Quassia und 400 ml Wasser (reicht für ca. 100 m3 Boden) geködert und vernichtet werden.
In Weinbergen hat es sich bewährt, Unkräuter stehen zu lassen, da diese von Eulenraupen zuerst gefressen werden, bevor sie auf die Weinstöcke klettern. Ausgezeichnete Ergebnisse erbrachte die Haltung von Hühnern in Weinbergen, die für eine effektive Verringerung der Erdraupen sorgen.